# Morden (Londyn)
Morden – miasto Londynu, leżąca w gminie London Borough of Merton. Morden jest wspomniana w Domesday Book (1086) jako Mordone.